# Бові (округ, Техас)
Шаблон:StateAbbr_ 33°27′ пн. ш. 94°25′ зх. д. / 33.45° пн. ш. 94.42° зх. д.
Округ Бові (англ. Bowie County) — округ (графство) у штаті Техас, США. Ідентифікатор округу 48037.

## Історія
Округ утворений 1840 року.

## Демографія
За даними перепису 2000 року загальне населення округу становило 89306 осіб, зокрема міського населення було 59897, а сільського — 29409. Серед мешканців округу чоловіків було 45043, а жінок — 44263. В окрузі було 33058 домогосподарств, 23426 родин, які мешкали в 36463 будинках. Середній розмір родини становив 3.
Віковий розподіл населення поданий у таблиці:
| Стать    | До 15 років | 15-21 | 22-29 | 30-39 | 40-49 | 50-65 | 65-85 | Понад 85 |
| -------- | ----------- | ----- | ----- | ----- | ----- | ----- | ----- | -------- |
| Чоловіки | 9334        | 4501  | 5636  | 7186  | 6811  | 6740  | 4388  | 447      |
| Жінки    | 8941        | 4190  | 4203  | 6066  | 6418  | 6961  | 6305  | 1179     |

## Суміжні округи
- Літтл-Рівер, Арканзас — північ
- Міллер, Арканзас — схід
- Кесс — південь
- Морріс — південний захід
- Ред-Ривер — захід
- Маккертен, Оклахома — північний захід

## Виноски
1. ↑  U.S. Decennial Census. United States Census Bureau. Архів оригіналу за 26 квітня 2015. Процитовано 19 квітня 2015.
2. ↑  Texas Almanac: Population History of Counties from 1850–2010 (PDF). Texas Almanac. Архів оригіналу (PDF) за 26 лютого 2015. Процитовано 19 квітня 2015.
3. ↑  State & County QuickFacts. United States Census Bureau. Архів оригіналу за 7 липня 2011. Процитовано 8 грудня 2013. [Архівовано 2011-10-18 у Wayback Machine.](англ.) Наведено за англійською вікіпедією.
4. ↑  American FactFinder. Бюро перепису населення США. Архів оригіналу за 26 лютого 2012. Процитовано 31 січня 2008. [Архівовано 2008-05-21 у Wayback Machine.]

| США | Це незавершена стаття з географії США. Ви можете допомогти проєкту, виправивши або дописавши її. |